# Marcello Passeri
Marcello Passeri (Ariano, 7 de junho de 1678 - Roma, 25 de setembro de 1741) foi um cardeal do século XVIII.

## Biografia
Nasceu em Ariano em 7 de junho de 1678. Filho de Ascanio Passeri e Antonia Intonti. Ele foi batizado no mesmo dia de seu nascimento. Seu sobrenome também está listado como Passari.
Estudos iniciais com os Jesuítas; depois, estudou direito em Nápoles; e mais tarde na Universidade La Sapienza, Roma (doutorado in utroque iure , direito canônico e civil, 20 de maio de 1699). Recebeu o subdiaconato em 19 de dezembro de 1699; diaconato, 10 de junho de 1702.
Ordenado em 10 de junho de 1702, no mesmo dia em que recebeu o diaconato. Na diocese de Ariano, foi cônego capitular da catedral e vigário geral; e exerceu a advocacia como advogado dos pobres. Em 1709, foi a Roma a convite de seu primo Giovanni Zaverio da Leone, auditor do cardeal Lorenzo Corsini, futuro Papa Clemente XII. Enquanto em Roma, ele aprofundou seus estudos de direito. Auditor do Cardeal Álvaro Cienfuegos, SJ Quando seu primo foi elevado ao episcopado, tornou-se auditor do Cardeal Corsini. O Papa Bento XIII, que o conhecera em Benevento, onde era arcebispo, nomeou Mons. Passari como um dos canonistas do Concílio de Letran celebrado em 1725. O mesmo papa pretendia nomeá-lo bispo de Avellino e Frigento, após a renúncia do cardeal Francesco Antonio Finy em 1726, mas por dificuldades, a promoção não avançou. Conclavista do cardeal Corsini no conclave de 1730, no qual o cardeal foi eleito papa.Uditore Santissimo ; após sua promoção ao cardinalato, tornou-se prouditore . O papa o nomeou cônego do capítulo da basílica patriarcal do Vaticano, mas ele recusou; então o papa deu vários ricos benefícios no reino de Nápoles.
Eleito arcebispo titular de Nazianzo, em 5 de março de 1731. Consagrado, em 11 de março de 1731, em Roma, pelo cardeal Álvaro Cienfuegos Villazón, SJ, arcebispo de Monreale. Assistente do Trono Pontifício, 31 de março de 1731. Regente ( sigilatore ) da Penitenciária Apostólica, 12 de junho de 1731; e datário da chancelaria.
Criado cardeal sacerdote no consistório de 28 de setembro de 1733; recebeu o gorro vermelho e o título de S. Maria in Aracoeli, em 2 de dezembro de 1733. Juntamente com os cardeais Neri Maria Corsini e Antonio Saverio Gentili, foi solicitado pelo papa a tentar encerrar a disputa entre a corte real de Portugal e o Santa Sé sobre a provisão de bispos para aquele reino e estabelecer uma concordata; a missão foi bem-sucedida e a concordata foi assinada na biblioteca do convento de Aracoeli, Roma; para memória futura, o padre Giuseppe Maria di Évora, depois ministro plenipotenciário de Portugal em Roma, mandou pintar um retrato, que ainda se encontra naquela biblioteca; no retrato aparecem os três cardeais e o padre Évora. Protetora do Hospício Apostólico S. Michele. Protetor da Congregação Beneditina de Monte Vergine, 21 de janeiro de 1737. Participou do conclave de 1740, que elegeu o Papa Bento XIV. Em 1741, começou a sofrer de várias doenças e viajou para Loreto em busca de recuperação; voltou a Roma, onde as doenças se agravaram; foi visitado pelo Papa Bento XIV em sua casa, pouco antes de morrer.
Morreu em Roma em 25 de setembro de 1741, Roma. Transferido para a igreja de S. Maria in Portico, Roma, em 26 de setembro de 1741; a capella papalis aconteceu no dia seguinte e, segundo seu testamento, foi sepultado no meio daquela igreja sob uma lápide com suas armas cardinalícias e uma elegante inscrição colocada por seu sobrinho Giuseppe Antonio Passari